# (32724) Woerlitz
(32724) Woerlitz est un astéroïde de la ceinture principale et plus spécifiquement du groupe de Hilda.

## Description
(32724) Woerlitz est un astéroïde du groupe de Hilda. Il présente une orbite caractérisée par un demi-grand axe de 3,95 UA, une excentricité de 0,14 et une inclinaison de 9,9° par rapport à l'écliptique.

## Compléments